# Pseudacris ocularis
Espèce
Synonymes
- Hylodes ocularis Holbrook, 1838
- Chorophilus angulatus Cope, 1875

Statut de conservation UICN

 LC  : Préoccupation mineure
Pseudacris ocularis est une espèce d'amphibiens de la famille des Hylidae.

## Répartition
Cette espèce est endémique des États-Unis,. Elle se rencontre dans la plaine côtière du Sud-Est :
- dans le sud-est de la Virginie ;
- dans l'est de la Caroline du Nord ;
- dans l'est de la Caroline du Sud ;
- dans le sud de la Géorgie ;
- en Floride ;
- dans le sud-est de l'Alabama ;

## Taxinomie
Hyla ocularis Bosc & Daudin, 1801 est considéré comme un synonyme sénior d'Acris gryllus par Mittleman en 1946. Neill en 1950 puis Fouquette et Dubois en 2014 le considère comme un ensemble non identifiable.

## Publication originale
- Holbrook, 1838 : North American Herpetology, or Description of the Reptiles Inhabiting the United States, vol. 3, p. 1-122 (texte intégral).